# Shun’e

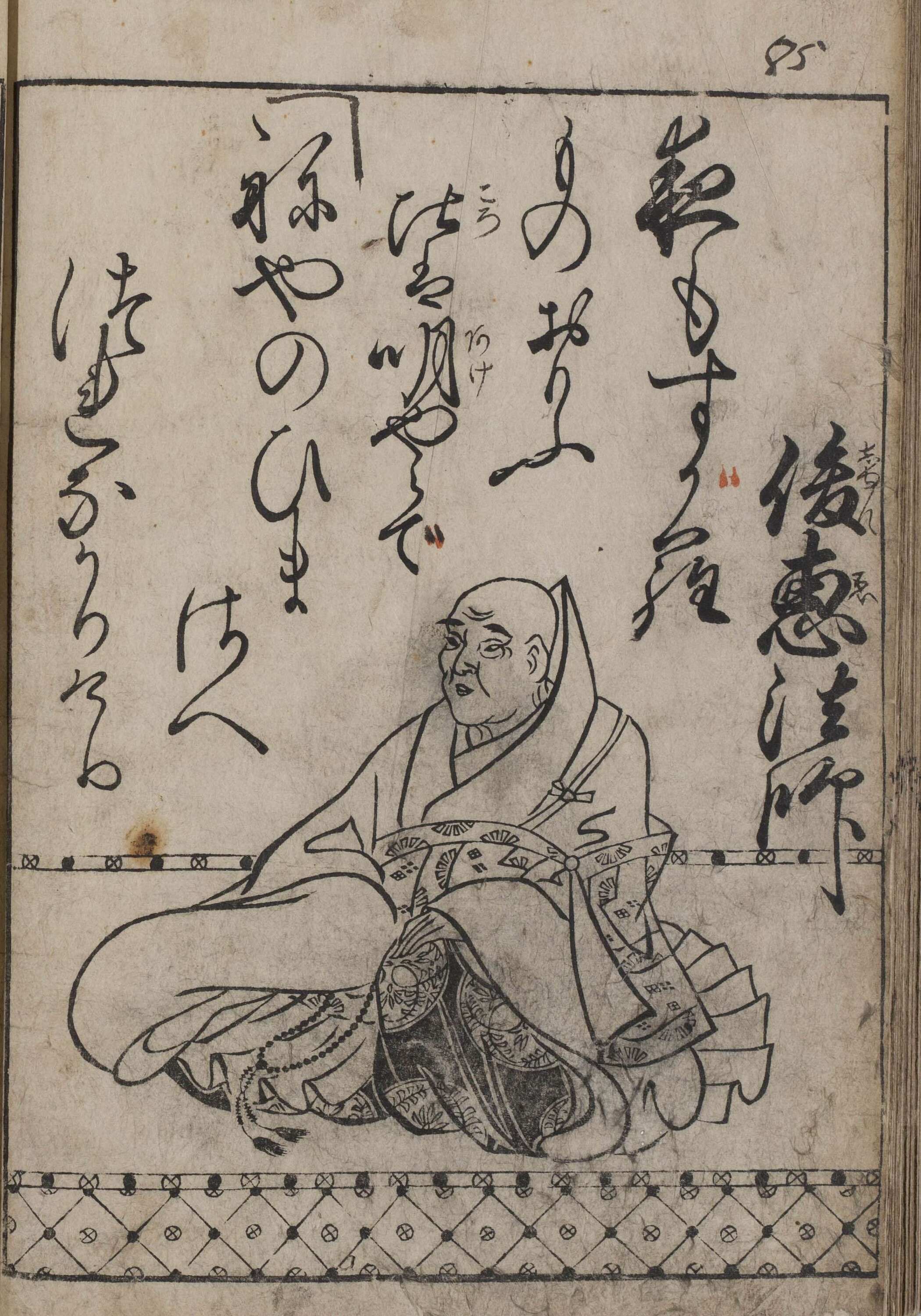
Shun’e in der Sammlung
Ogura-Hyakunin Isshu

Shun’e (japanisch 俊恵; geboren 1113; gestorben 1191) war ein bedeutender japanischer Dichter der späten Heian-Zeit.

## Leben und Wirken
Shun’e war der Sohn des berühmten Dichters Minamoto no Toshiyori und der Lehrer von Fujiwara no Toshinari, ebenfalls einer der größten Poeten Japans. Sein Vater unterrichtete ihn in der Dichtkunst, aber der starb, als Shun’e 17 Jahre alt war. Bald darauf fand er Aufnahme im Tempel Tōdai-ji in Nara, wo er um das Jahr 1140 Shun’e Priester wurde. Er nannte seinen Wohnsitz „Kanrin’en“ (歌林苑) – etwa „Garten des Liederwaldes“ und hielt monatliche literarische Treffen ab und schuf so einen Literaturkreis. Die Kanrin’en-Gemeinde war eine Untergrundgruppe von Dichtern, die während der Übergangszeit von der Familie Rokujo (六条家) zur Familie Mikohidari (御子左) großen Einfluss auf die Welt der Poesie hatte, wobei Shun’e die zentrale Figur war.
Obwohl keine Vorstellungen aus eigener Hand existieren, so wurden doch Shun’es Ansichten in dem „Mumyōshō“ (無名抄), das sein Schüler Kamō no Chōmei verfasste, und im „Eigyokushū“ (〓玉集), eine poetische Abhandlung, die wohl fälschlicherweise Chōmei zugeschrieben wird. Sein poetisches Ideal war Tiefe durch Einfachheit und direkte Beschreibungen. Er setzte viel daran, einen Stil voranzubringen, genannt „Yūgen“ (幽玄), was sich mit „Unergründliche Tiefe“ wiedergeben lässt.
Shun’es eigene Dichtkunst ist niedergelegt in dem Werk „Rinyō wakashū“ (林葉和歌集) eine Selbstauswahl aus dem Jahr 1178. 84 seiner Gedichte wurden nach und nach in kaiserliche Anthologien aufgenommen, beginnend mit dem „Shika wakashū“ (詞花和歌集). Aufgrund der Beliebtheit der Sammlung „Shinkokinshū“ (新古今集) um die Zeit seines Todes galt er als Dichter der alten Schule, doch auf der anderen Seite beeinflusste er die Sammlung und wurde so in der Welt der Poesie respektiert.